# 屈之乘
屈之乘（1567年—1626年），號鍾湘，湖廣永州府零陵縣人，明朝政治人物。

## 生平
萬曆十九年（1591年）中式辛卯科湖廣鄉試舉人。萬曆二十年（1592年）聯捷壬辰科第三甲第一百四十二名進士。兵部觀政，二十一年授饒州府推官，二十六年考察降調，二十七年補潮州府推官，二十九年丁憂。三十一年補寧國府推官，三十五年丁憂。三十六年升南工部主事，三十八年升工部員外郎，卒。

## 家族
曾祖屈永賓，寿官；祖屈儀，省祭；父屈良卿。